# St. Verena (Müllheim TG)

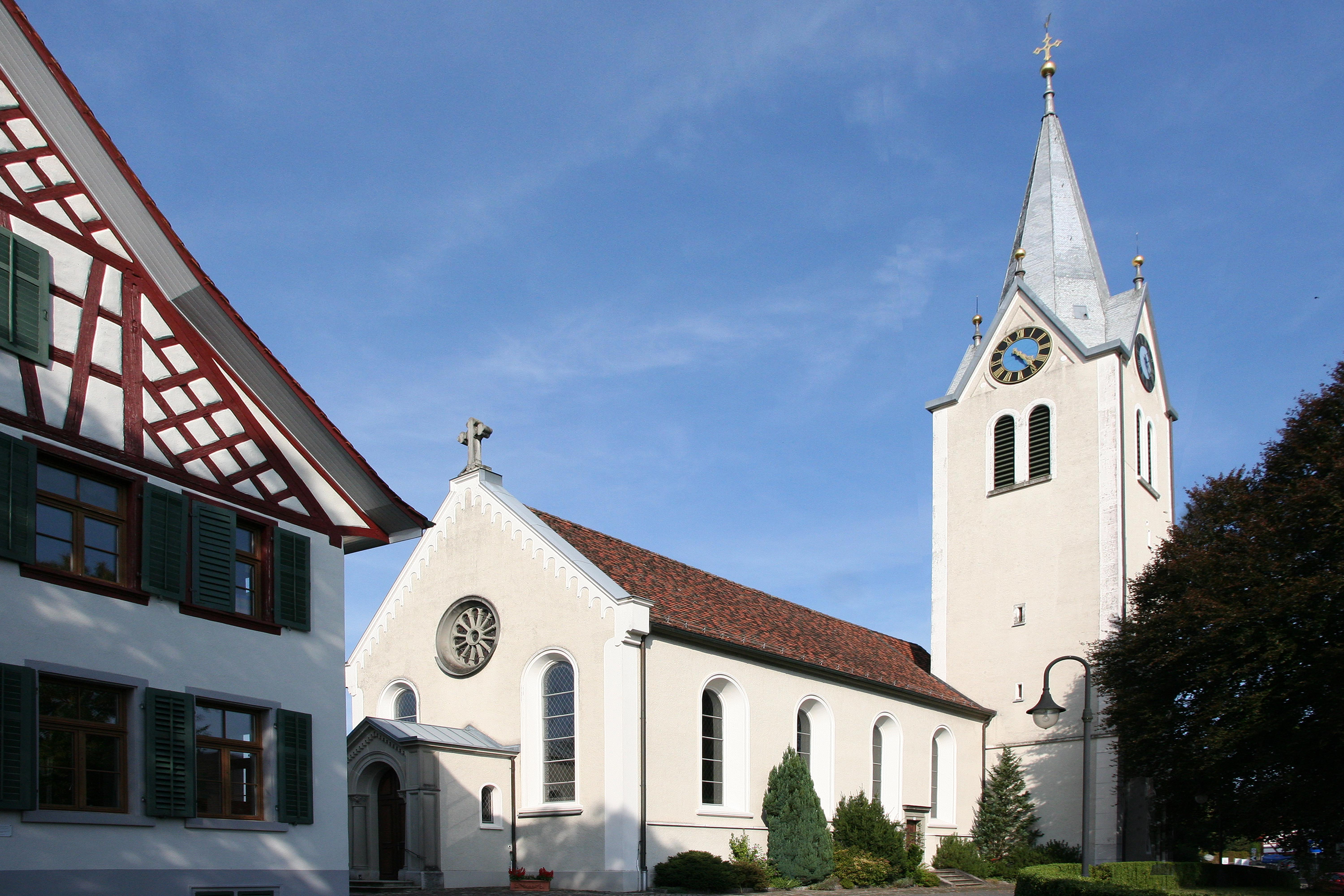
Evangelische Kirche St. Verena

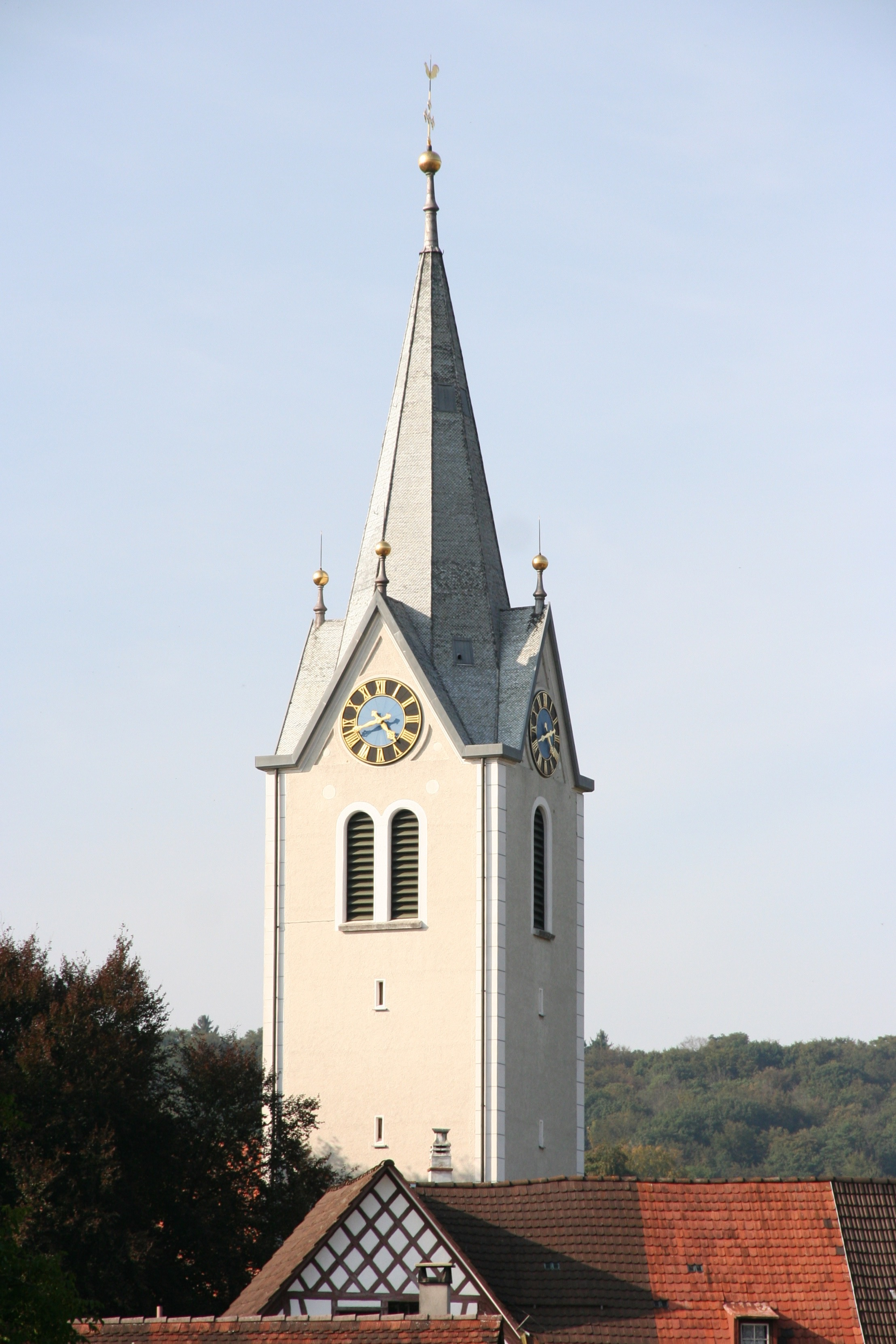
Kirchturm

Die Evangelische Kirche St. Verena ist die evangelisch-reformierte Kirche von Müllheim, das im Thurtal an der Bahnlinie zwischen Frauenfeld und Weinfelden im Kanton Thurgau liegt. 

## Entstehungs- und Baugeschichte
Müllheim wird 1254 erstmals urkundlich erwähnt. 1270 belegt eine Urkunde, dass in Müllheim eine St. Nikolaus-Kapelle gestanden hatte, die zur Pfarrkirche von Homburg TG gehörte. Andere Quellen belegen dagegen, dass zu dieser Zeit in Müllheim eine eigene Pfarrkirche gestanden haben müsste, zu der auch Mettendorf TG und Hüttlingen TG kirchgenössig gewesen waren. Durch eine Urkunde gesichert ist, dass Müllheim im Jahr 1275 eine eigene Pfarrkirche gehabt hat. Diese Urkunde belegt auch, dass die Kirche von Müllheim der hl. Verena, dem hl. Märtyrer Mauritius und der Geburt Christi geweiht war. Am 5. September 1445 brannten die Schwyzer Truppen während des Alten Zürichkrieges das ganze Dorf Müllheim nieder. Nach dem Wiederaufbau der Häuser wurde 1473 die Kirche wieder hergerichtet sowie in den Folgejahren vergrössert. Müllheim gehörte damals zum Kloster Reichenau und musste dorthin die Abgaben entrichten. Das Kloster hatte auch das Recht, den Pfarrer von Müllheim einzusetzen sowie die Pflicht, ihn auch zu entlohnen. 1484 trennte sich die Tochtergemeinde Hüttlingen von Müllheim und im Jahr 1489 wurde die Kirche von Müllheim neu geweiht, wobei drei Altäre geweiht wurden. 1548 wurde eine neue Glocke für das Gotteshaus gegossen und 1594 eine Turmuhr eingebaut.
Am 1. Januar 1519 löste Huldrych Zwingli die Reformation aus. Auch Pfarrer Andreas Klingler, der damals in Müllheim wirkte, schloss sich 1530 mit der ganzen Gemeinde der neuen Richtung an und entfernte alle Altäre und Bilder aus der Kirche. Daraufhin wurde in Müllheim während 80 Jahren kein katholischer Gottesdienst mehr gefeiert. Allmählich liessen sich jedoch wieder Katholiken in Müllheim nieder. Sie kämpften für das Recht eines eigenen Gottesdienstes. Am 22. Mai 1607 wurde zum ersten Mal wieder eine katholische Messe in der Kirche von Müllheim gefeiert. Fortan diente die Kirche beiden Konfessionen und wurde dadurch paritätisch. Um das Jahr 1730 wurde bei einer grösseren Renovation der Kirche auch ein Deckengemälde gestaltet. 1749 wurde eine neue Empore eingebaut, 1765 wurden die Heiligenbilder restauriert und ein neuer Altar errichtet. 1791 wurde die Kirche erneut renoviert und 1837 eine neue Glocke in den Turm aufgezogen. 1863 wurde die Turmuhr repariert und 1891 die Kirche erneut saniert, wobei auch eine Cottage-Orgel von den beiden Kirchgemeinden angeschafft wurde. 
1902 wurde die Kirche erweitert und 1916 eine Orgel von der Firma Th. Kuhn, Männedorf, angeschafft. 1920 erhielt der Turm eine neue Uhr, 1929 wurde das Innere und 1942–1943 das Äussere der Kirche saniert. 1947 wurde das alte Geläut durch fünf neue Glocken mit dem Gesamtgewicht von 6030 kg abgelöst. 1951 erhielt die Kirche ihre heutige Orgel, wiederum ein Instrument von der Firma Kuhn. In den Jahren 1967–1968 wurde die neue katholische Kirche St. Maria in Müllheim gebaut und gleichzeitig das paritätische Verhältnis aufgelöst. Seither gehört die alte Kirche von Müllheim allein der evangelischen Kirchgemeinde. Nach einer gründlichen Erneuerung und verschiedenen Umbauarbeiten wurde die Kirche am 23. April 1978 eingeweiht.

## Baubeschreibung

### Äusseres und Glocken
Die geostete Kirche St. Verena steht im Dorfzentrum an der Kreuzlingerstrasse. Als Besonderheit ist der Chor nicht in der Längsachse des Kirchenschiffs erbaut, sondern ist etwas nördlich versetzt, sodass er die Nordwand des Kirchenschiffs weiterführt, aber zum Kirchturm hin verkürzt ist. Der Kirchturm birgt ein fünfstimmiges Geläute in der Stimmung H° – dis' – fis' – gis' – ais', das von der Glockengiesserei H. Rüetschi, Aarau, stammt. Die Glocke 2 wurde bereits 1939 für die Landesausstellung gegossen und später nach Müllheim verkauft, die anderen Glocken entstanden 1947 und wurden gemeinsam mit der Glocke 2 in den Turm aufgezogen.

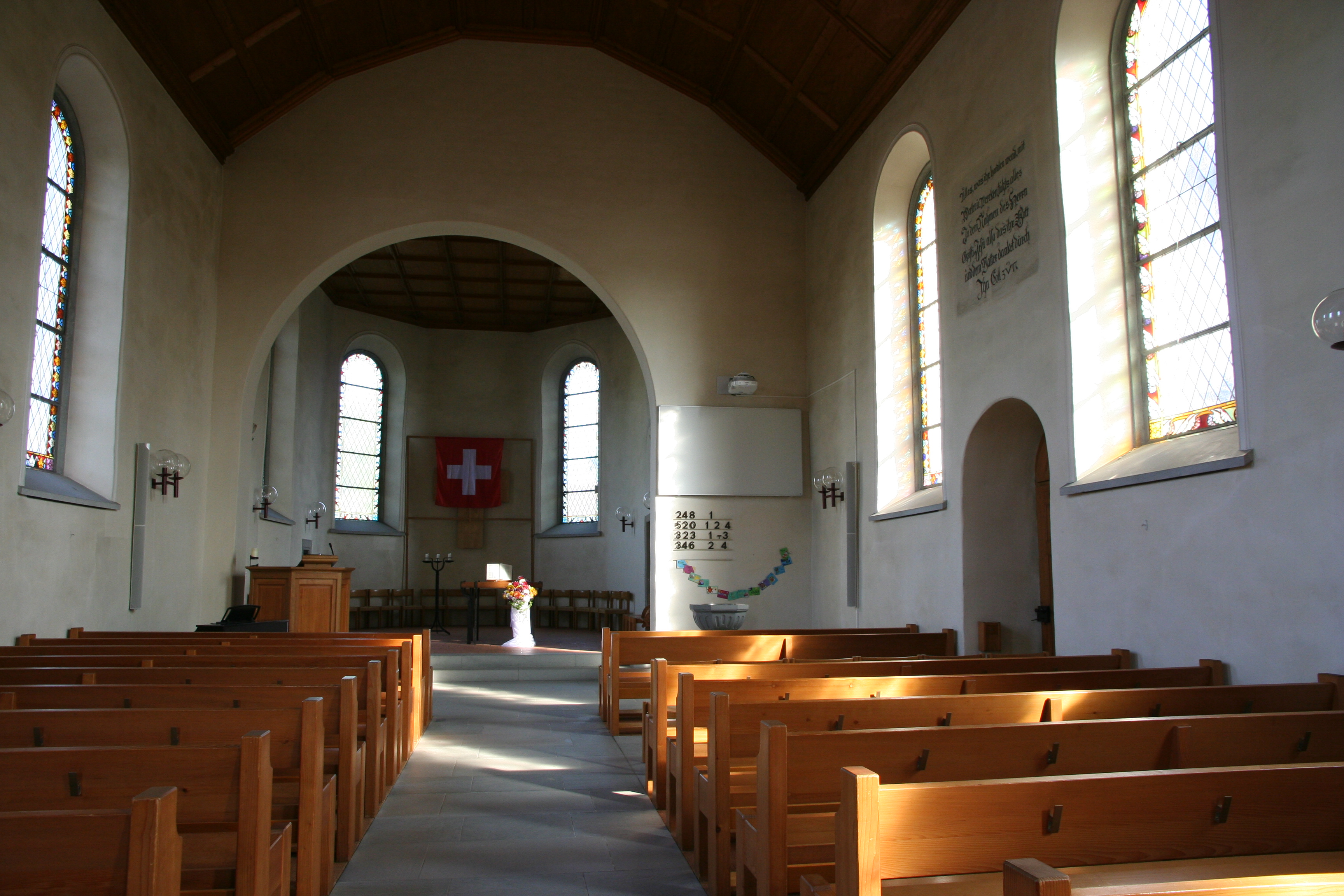
Innenansicht

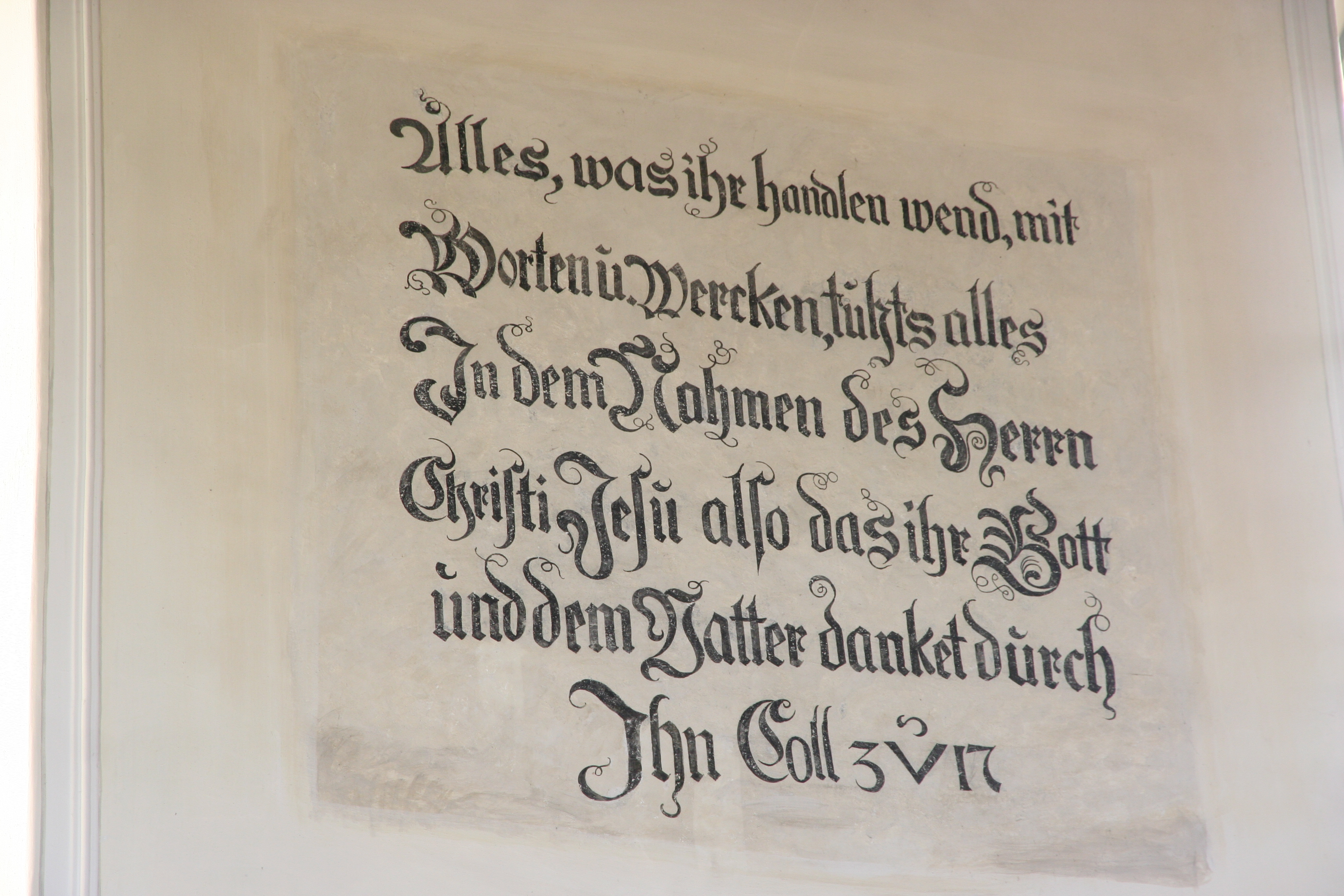
Bibelspruch

### Innenraum und künstlerische Ausstattung
Die Kirche St. Verena ist ein einschiffiger Längsbau, dessen Chor eingezogen und durch zwei Stufen vom Kirchenschiff abgehoben ist. Seit der Neugestaltung der Kirche in den Jahren 1977–1978, bei der die katholische Ausstattung ausgebaut wurde, besitzt die Kirche ein schlichtes Inneres, das durch die gewölbte Kassettendecke, weiss gestrichene Wände und einen hellen Sandsteinboden geprägt wird. Die Emporenbrüstung übernimmt die Kassettierung der Decke. Der Chor ist mit einer flachen Kassettendecke abgeschlossen und besitzt ein Sakramentshäuschen in der linken Wand. Auf der Südwand des Kirchenschiffs ist ein historischer Bibelspruch zu lesen: Alles, was ihr handlen wend, mit Worten u Wercken, tuhts alles in dem Nahmen des Herrn Christi Jesu also das ihr Gott und dem Vatter danket durch Ihn Coll 3 V 17. Die letzte Zeile des Spruchs verweist auf die Bibelstelle Kolosser Kapitel 3, Vers 17. Ein Taufstein, eine hölzerne Kanzel und ein schlichter Abendmahlstisch im Chor vervollständigen die Ausstattung.

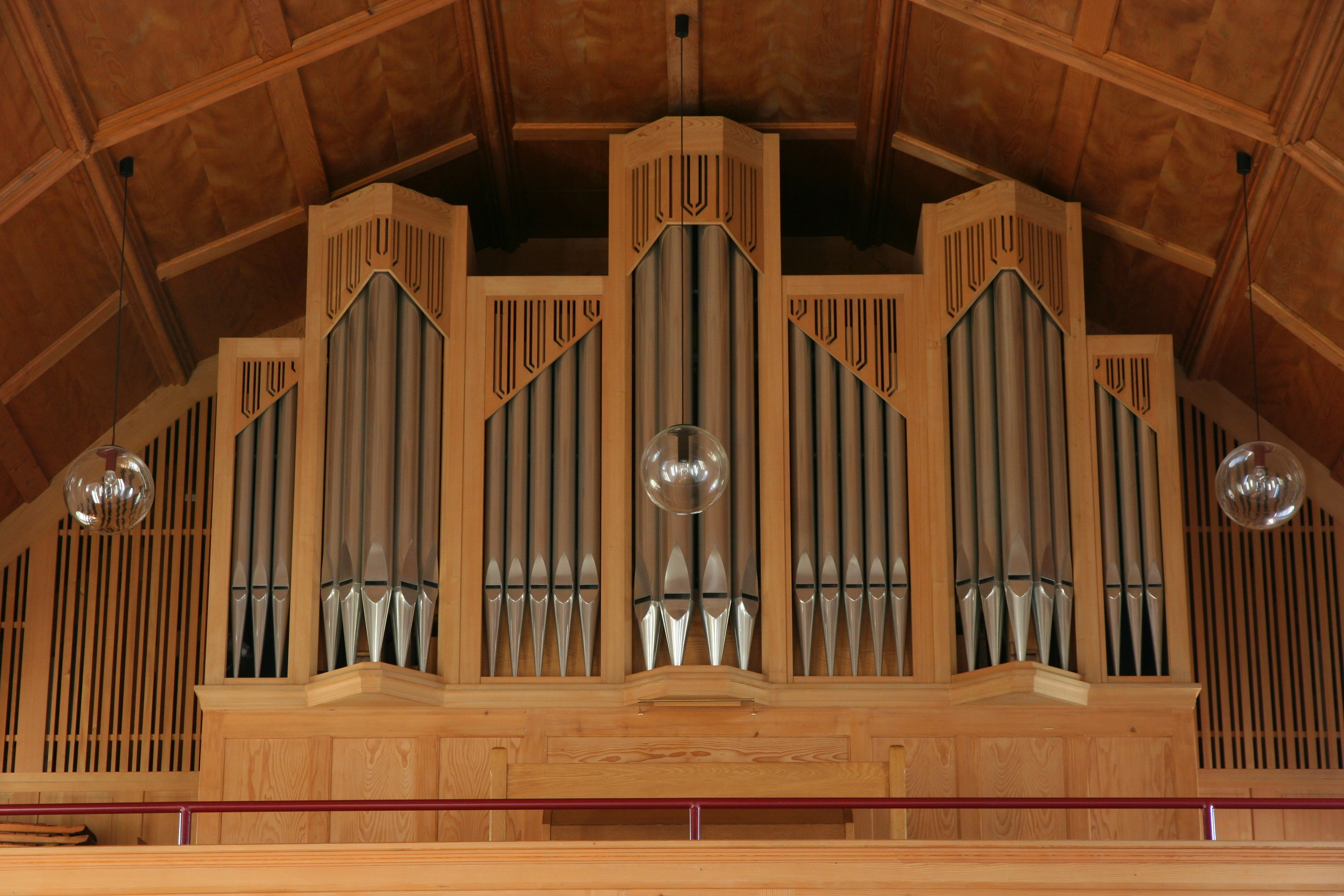
Kuhn-Orgel von 1951

### Orgel
Die aus dem Jahr 1951 stammende Kuhn-Orgel erhielt bei der Neugestaltung der Kirche in den Jahren 1977/78 einen neuen Prospekt. Dieser ist in sieben Felder gegliedert und besitzt drei vorspringende Türme. Das Pedalwerk füllt die seitliche Emporenbreite aus, während das Hauptwerk vor dem Schwellwerk steht. Die Pedalregister werden von einer Holzabdeckung kaschiert, welche von den Schleierbrettern des Orgelprospekts aufgenommen wird. Das Instrument wurde zuletzt 2004 durch die Erbauerfirma renoviert.
Die Disposition der Orgel:
| I Hauptwerk C–g3 |       |
| Quintatön        | 16′   |
| Praestant        | 8′    |
| Hohlflöte        | 8′    |
| Spillpfeife      | 8′    |
| Oktave           | 4′    |
| Rohrflöte        | 4′    |
| Superoktave      | 2′    |
| Mixtur V–VII     | 1 ⁄3′ |

| II Schwellwerk C–g3 |        |
| Gedacktflöte        | 8′     |
| Suavial             | 8′     |
| Prinzipal           | 4′     |
| Blockflöte          | 4′     |
| Oktave              | 2′     |
| Nachthorn           | 2′     |
| Nazard              | 2 ⁄3′  |
| Terz                | 1 3⁄5′ |
| Cymbel IV           | 1′     |
| Trompete            | 8′     |
| Clairon             | 4′     |

| Pedal C–f1    |     |
| Prinzipalbass | 16′ |
| Subbass       | 16′ |
| Untersatz     | 16′ |
| Oktave        | 8′  |
| Gedackt       | 8′  |
| Choralbass    | 4′  |
| Fagott        | 16′ |

- Normalkoppeln: II/I, I/P, II/P
- Spielhilfen: Registercrescendo, Koppeln aus Crescendo, Tutti, Absteller

### Trivia
Der berühmteste Pfarrer Müllheims war Thomas Bornhauser. Er wirkte von 1851 bis 1856 in Müllheim. Als bekannter Schriftsteller trug er massgeblich zur politischen Befreiung des Thurgaus bei. Sein Grabstein ist an der Südmauer der Kirche angebracht.